# Born to Die (Album)
Born to Die (englisch für „Geboren, um zu sterben“) ist das zweite Studioalbum der US-amerikanischen Popsängerin Lana Del Rey. Obwohl es zum Zeitpunkt der Erstveröffentlichung bei Kritikern sehr umstritten war, gilt es heute als eines der einflussreichsten Popalben der 2010er-Jahre.

## Entstehung und Artwork
Komponiert wurden alle Lieder von Lana Del Rey in Kooperation mit wechselnden Komponisten. Am häufigsten wirkte der Komponist Justin Parker mit. Alle Titel wurden von Emile Haynie in Kooperation mit wechselnden Co-Produzenten produziert. Gemastert wurde das Album von Metropolis Mastering in London unter der Leitung des Briten John Davis. Gemischt wurden alle Lieder von Duncan Fuller, Manny Marroquin und Robopop. Das Album wurde unter den Musiklabels Interscope Records und Polydor veröffentlicht. Auf dem Cover des Albums ist – neben der Aufschrift des Künstlers und des Liedtitels – Del Rey in einer weißen Bluse mit einem rot durchschimmernden BH vor dem Hintergrund eines Autos zu sehen. Das Coverbild und die Bilder im Booklet wurden von der Fotografin Nicole Nodland geschossen.

## Veröffentlichung und Promotion
Die Erstveröffentlichung des Albums fand am 27. Januar 2012 in Deutschland, Irland, Österreich und der Schweiz statt. Das Album besteht aus zwölf neuen Studioaufnahmen. Neben der regulären Albumveröffentlichung folgte zeitgleich auch die Veröffentlichung einer „Deluxe-Edition“ mit drei weiteren Bonus-Tracks. Neben der weltweit veröffentlichten Deluxe-Edition, existieren auch viele regionale Veröffentlichungen des Albums, die sich alle durch die Anzahl und Auswahl der Bonus-Tracks unterscheiden. Bereits drei Wochen vor der Veröffentlichung des Albums, veröffentlichte Del Rey eine EP mit dem Namen Lana Del Rey, die insgesamt vier Titel beinhaltete und einen ersten Vorgeschmack für das Album gab. Am 9. November 2012 wurde das Album weltweit unter dem Namen Born to Die – The Paradise Edition wieder veröffentlicht. Diese Deluxe-Edition beinhaltete zusätzlich eine EP mit dem Namen Paradise und beinhalte acht weitere Songs.
Lana Del Rey wurde von MTV als „Push-Act“ des Monats mit ihrem Album für einen Monat in sämtlichen Werbepausen auf allen MTV-Stationen präsentiert. Um das Album in Deutschland zu promoten, folgten u. a. Liveauftritte des Liedes Video Games während der Verleihung des ECHO Pop 2012 und bei Inas Nacht. In den USA hatte sie u. a. einen Liveauftritt in der Comedy-Show Saturday Night Live, wo sie die Songs Video Games und Blue Jeans sang.

## Titelliste
Mit Ausnahme von Carmen sind alle Liedtexte komplett in englischer Sprache verfasst. In Carmen befindet sich eine komplette französischsprachige Strophe. Musikalisch bewegen sich die Lieder im Bereich des Pop, des Indie-Pop, des Trip-Hop und des Sadcore. Bei jedem ihrer Lieder wurde Del Rey von verschiedenen Instrumentalisten unterstützt (siehe Mitwirkende).
| #  | Titel                                              | Autor(en)                                                    | Produzent(en)                                                              | Länge |
| -- | -------------------------------------------------- | ------------------------------------------------------------ | -------------------------------------------------------------------------- | ----- |
| 1  | Born to Die                                        | Lana Del Rey, Justin Parker                                  | Emile Haynie, Justin Parker (Co)                                           | 4:46  |
| 2  | Off to the Races                                   | Lana Del Rey, Tim Larcombe                                   | Patrik Berger (Co), Emile Haynie                                           | 4:59  |
| 3  | Blue Jeans                                         | Lana Del Rey, Emile Haynie, Dan Heath                        | Emile Haynie                                                               | 3:29  |
| 4  | Video Games                                        | Lana Del Rey, Justin Parker                                  | Emile Haynie, Robopop                                                      | 4:41  |
| 5  | Diet Mountain Dew                                  | Mike Daly, Lana Del Rey                                      | Jeff Bhasker (Co), Mike Daly (Co), Emile Haynie                            | 3:42  |
| 6  | National Anthem                                    | James Bauer-Mein, Lana Del Rey, Justin Parker, David Sneddon | James Bauer-Mein (Co), Jeff Bhasker (Co), Emile Haynie, David Sneddon (Co) | 3:50  |
| 7  | Dark Paradise                                      | Lana Del Rey, Rick Nowels                                    | Emile Haynie, Rick Nowels (Co)                                             | 4:03  |
| 8  | Radio                                              | Lana Del Rey, Justin Parker                                  | Emile Haynie, Justin Parker (Co)                                           | 3:34  |
| 9  | Carmen                                             | Lana Del Rey, Justin Parker                                  | Jeff Bhasker (Co), Emile Haynie, Justin Parker (Co)                        | 4:08  |
| 10 | Million Dollar Man                                 | Chris Braide, Lana Del Rey                                   | Chris Braide (Co), Emile Haynie                                            | 3:51  |
| 11 | Summertime Sadness                                 | Lana Del Rey, Rick Nowels                                    | Emile Haynie, Rick Nowels                                                  | 4:25  |
| 12 | This Is What Makes Us Girls                        | Lana Del Rey, Jim Irvin, Tim Larcombe                        | Emile Haynie, Al Shux                                                      | 4:00  |
|    | Deluxe-Edition                                     |                                                              |                                                                            |       |
| 13 | Without You                                        | Lana Del Rey, Sacha Skarbek                                  | Emile Haynie                                                               | 3:49  |
| 14 | Lolita                                             | Lana Del Rey, Liam Howe, Hannah Robinson                     | Emile Haynie                                                               | 3:40  |
| 15 | Lucky Ones                                         | Lana Del Rey, Rick Nowels                                    | Emile Haynie, Rick Nowels (Co)                                             | 3:45  |
|    | North American iTunes Store / Japanische Versionen |                                                              |                                                                            |       |
| 13 | Video Games (Joy Orbison Remix)                    | Lana Del Rey, Justin Parker                                  | Emile Haynie, Robopop                                                      | 4:59  |
|    | Target Version                                     |                                                              |                                                                            |       |
| 13 | Without You                                        | Lana Del Rey, Sacha Skarbek                                  | Emile Haynie                                                               | 3:49  |
| 14 | Lolita                                             | Lana Del Rey, Liam Howe, Hannah Robinson                     | Emile Haynie                                                               | 3:40  |
|    | Französische Standardversion                       |                                                              |                                                                            |       |
| 13 | Born to Die (Woodkid & The Shoes Remix)            | Lana Del Rey, Justin Parker                                  | Emile Haynie, Justin Parker (Co)                                           | 7:32  |

## Singleauskopplungen
Bereits vier Monate vor der Veröffentlichung des Albums, am 7. Oktober 2011, wurde vorab die Single Video Games ausgekoppelt. Ebenfalls vorab erschienen einen Monat später, am 4. November 2011, die Single Blue Jeans, einen Monat vor der Albumveröffentlichung, am 30. Dezember 2011, die Single Born to Die, am 6. Januar 2012 die Single Off to the Races und am 26. Januar 2012 die Single Carmen. Nach der Albumveröffentlichung folgten die Singleveröffentlichung von Summertime Sadness am 22. Juni 2012, National Anthem am 6. Juli 2012 und die letzte Singleveröffentlichung Dark Paradise am 1. Juli 2013.
Singles in den Charts

| Jahr | Titel                    | Höchstplatzierung, Gesamtwochen, AuszeichnungChartplatzierungen (Jahr, Titel, , Platzierungen, Wochen, Auszeichnungen, Anmerkungen) | Höchstplatzierung, Gesamtwochen, AuszeichnungChartplatzierungen (Jahr, Titel, , Platzierungen, Wochen, Auszeichnungen, Anmerkungen) | Höchstplatzierung, Gesamtwochen, AuszeichnungChartplatzierungen (Jahr, Titel, , Platzierungen, Wochen, Auszeichnungen, Anmerkungen) | Höchstplatzierung, Gesamtwochen, AuszeichnungChartplatzierungen (Jahr, Titel, , Platzierungen, Wochen, Auszeichnungen, Anmerkungen) | Höchstplatzierung, Gesamtwochen, AuszeichnungChartplatzierungen (Jahr, Titel, , Platzierungen, Wochen, Auszeichnungen, Anmerkungen) | Anmerkungen                                                   | [↑]: gemeinsam behandelt mit vorhergehendem Eintrag; [←]: in beiden Charts platziert |
| Jahr | Titel                    | DE | AT | CH | UK | US | Anmerkungen                                                   |                                                                                      |
| ---- | ------------------------ | --- | --- | --- | --- | --- | ------------------------------------------------------------- | ------------------------------------------------------------------------------------ |
| 2011 | Video Games              | DE1 ×2Doppelplatin · (33 Wo.)DE | AT2 Platin · (21 Wo.)AT | CH2 ×2Doppelplatin · (30 Wo.)CH | UK9 ×2Doppelplatin · (31 Wo.)UK | US91 ×3×2Dreifachplatin (Video Games) + Doppelplatin (Blue Jeans) · (1 Wo.)US                                                       | Erstveröffentlichung: 7. Oktober 2011 Verkäufe: + 6.068.600   |                                                                                      |
| 2011 | Blue Jeans[DE: ↑][AT: ↑] | DE1 ×2Doppelplatin · (33 Wo.)DE | AT2 Platin · (21 Wo.)AT | CH39 (16 Wo.)CH | UK32 Gold · (7 Wo.)UK[US: ↑] | US91 ×3×2Dreifachplatin (Video Games) + Doppelplatin (Blue Jeans) · (1 Wo.)US                                                       | Erstveröffentlichung: 4. November 2011 Verkäufe: + 2.880.000  |                                                                                      |
| 2011 | Born to Die              | DE29 Gold · (11 Wo.)DE | AT10 (12 Wo.)AT | CH13 (12 Wo.)CH | UK9 Platin · (18 Wo.)UK | US— ×3DreifachplatinUS | Erstveröffentlichung: 30. Dezember 2011 Verkäufe: + 4.523.400 |                                                                                      |
| 2012 | Summertime Sadness       | DE4 ×3Dreifachplatin · (… Wo.)DE | AT8 Gold · (26 Wo.)AT | CH3 ×5Fünffachplatin · (47 Wo.)CH                                                                                                   | UK4 ×4Vierfachplatin · (50 Wo.)UK                                                                                                   | US6 ×8Achtfachplatin · (23 Wo.)US                                                                                                   | Erstveröffentlichung: 22. Juni 2012 Verkäufe: + 13.605.100    |                                                                                      |
| 2012 | National Anthem          | — | — | — | UK92 Gold · (2 Wo.)UK | US— PlatinUS | Erstveröffentlichung: 6. Juli 2012 Verkäufe: + 1.470.000      |                                                                                      |
| 2013 | Dark Paradise            | DE45 (5 Wo.)DE | AT42 (2 Wo.)AT | CH48 (1 Wo.)CH | UK— SilberUK | US— PlatinUS | Erstveröffentlichung: 1. März 2013 1.270.000                  |                                                                                      |

## Mitwirkende
Albumproduktion
- Carl Bagge: Arrangement (Streichinstrumente) (Lied 2)
- Emilie Bauer-Mein: Hintergrundgesang (Lied 6)
- James Bauer-Mein: Hintergrundgesang (Lied 6), Komponist (Lied 6), Co-Produzent (Lied 6)
- Patrik Berger: Drumcomputer (Lied 2), Bass, Gitarre, Perkussion, Co-Produzent (Lied 2), Synthesizer, Sampler
- Jeff Bhasker: Gitarre (Lied 1, 5 und 6), Keyboard (Lied 5, 6 und 9), Co-Produzent (Lied 5, 6 und 9), Streichinstrumente (Lied 9)
- Chris Braide: Drumcomputer (Lied 10), Gitarre, Piano, Komponist (Lied 10), Co-Produzent (Lied 10), Streichinstrumente
- Lorenzo Cosi: Ton-Ingenieur (Lied 13)
- Mike Daly: Komponist (Lied 5), Co-Produzent (Lied 5)
- John Davis: Mastering
- Lana Del Rey: Gesang, Komponist
- Duncan Fuller: Abmischung (Lied 1–3, 8, 10, 11 und 13)
- Chris Galland: Abmischungassistenz (Lied 5–7, 12 und 15)
- Larry Gold: Arrangement (Streichinstrumente), Dirigent (Lied 1, 5–9, 11–13 und 15)
- Dan Grech-Marguerat: Abmischungassistenz (Lied 1–3, 8, 10, 11, 13 und 14)
- Pelle Hansen: Cello (Lied 2)
- Emile Haynie: Gitarre (Lied 3, 8, 9, 13 und 15), Keyboard (Lied 1, 2, 5–13 und 15), Komponist (Lied 3), Produzent, Schlagzeug (Lied 1–3, 5–8, 10–13 und 15)
- Dan Heath: Arrangement (Streichinstrumente), Dirigent (Lied 3 und 6), Flöte (Lied 11), Komponist (Lied 3), Streichinstrumente (Lied 13)
- Erik Holm: Bratsche (Lied 2)
- Liam Howe: Keyboard, Komponist (Lied 14), Programmierung (Lied 14)
- Jim Irvin: Komponist (Lied 12)
- Devrim Karaoglu: Pads (Lied 11), Schlagzeug (Lied 7), Synthesizer
- Brent Kolatalo: Schlagzeug (Lied 5), Tonmeister (Lied 1)
- Lenha Labelle: Hintergrundgesang (Lied 9)
- Tim Larcombe: Komponist (Lied 2 und 12)
- Ken Lewis: Hintergrundklänge (Lied 1), Schlagzeug (Lied 5)
- Erik Madrid: Abmischungassistenz (Lied 5–7, 12 und 15)
- Manny Marroquin: Abmischung (Lied 5–7, 12 und 15)
- Kieron Menzies: Toningenieur (Lied 15)
- Rick Nowels: Gitarre (Lied 7), Keyboard (Lied 15), Komponist (Lied 7, 11 und 15), Co-Produzent (Lied 7, 11 und 15), Streichinstrumente (Lied 11)
- Justin Parker: Komponist (Lied 1, 4, 6, 8 und 9), Co-Produzent (Lied 8)
- Dean Reid: Pads (Lied 7)
- Hannah Robinson: Hintergrundgesang (Lied 14), Komponist (Lied 14)
- Robopop: Co-Produzent (Lied 4), Mischer (Lied 4)
- David Sneddon: Hintergrundgesang (Lied 6), Komponist (Lied 6), Co-Produzent (Lied 6)
- Al Shux: E-Bass, Gitarre, Keyboard, Co-Produzent (Lied 12), Programmierung (Lied 12)
- Sacha Skarbek: Komponist (Lied 13), Omnichord (Lied 13)
- Fredrik Syberg: Violine (Lied 2)
- Steve Tirpak: Streichinstrumente (Lied 1, 5–9, 11–13 und 15)
- María Vidal: Hintergrundgesang (Lied 7 und 15)
- Patrick Warren: Gitarre, Keyboard (Lied 11 und 15), Streichinstrumente

Artwork
- Nicole Nodland: Fotograf (Begleitheft und Cover)

Unternehmen
- Interscope Records: Musiklabel
- Metropolis Mastering: Mastering
- Polydor: Musiklabel

## Rezensionen
Das Album erhielt gemischte bis wohlwollende Reaktionen. Auf der Seite Metacritic.com erhielt das Album eine Bewertung von 61 %, basierend auf 38 englischsprachigen Kritiken.
Die Seite Allmusic.com vergab 2,5 von fünf Sternen. John Bush schrieb, Del Rey sei „unable to consistently sell herself as a heartbreaker, and most of the songs here sound like cobbled retreads of Video Games.“ („…unfähig, sich selber durchgängig als Herzensbrecherin zu verkaufen, und die meisten Songs würden wie zusammengeschusterte Versionen von Video Games klingen.“)
Für Christoph Dorner von laut.de ist das Werk „mit seinen zwölf glamourösen Sadcore-Songs immer noch ein ordentliches, evokatives Pop-Album“. Für ihn fülle es „eine Leerstelle zwischen Beyoncé und Nancy Sinatra“. Allerdings werde deutlich, „dass dem Album am Ende die Luft ausgeht“.
Auch beim Musikexpress wird kritisiert, dass es der Künstlerin nicht gelungen sei, „einem kompletten Album Leben einzuhauchen“. So sei „Lana Del Rey […] nach dem frühen Höhenflug wieder auf dem Boden gelandet“, sie habe gleichermaßen den „Rutsch ins, sagen wir es doch, Normalmaß“ erfahren.
Jens-Christian Rabe schließt sich für die Süddeutsche Zeitung dieser Ansicht an. Bei den letzten Stücken gehe „dem Album ziemlich die Luft aus“: „Die Atmosphäre ist weiter stimmig, aber der Sound klingt immer mehr nach Synthie-Konserve.“ Übergreifend ist das Album für ihn trotz Retro-Aufmachung doch in weiten Teilen ein Werk des „informierten Mainstream-Pop, Musik vollständig auf der Höhe der Zeit.“
Bei der Zeit erkennt Frank Sawatzki gleichermaßen, dass das Album offenbar musikalisch dem Mainstream folge: „Born to Die ist weder Himmel noch Hölle, sondern eine anständige Popplatte geworden, und diese anständige Popplatte unterscheidet sich in Sound und Textur nicht so arg von momentan salonfähigen Mainstreamproduktionen“. Dadurch verliere das Album durchaus an Zauber: „Entkoppelt von der Bilderflut, die die Künstlerin im Internet und bei den Projektionen ihrer Auftritte umgibt, schrumpft das Phänomen Lana Del Rey auf Normalmaß“.
Zum 10-jährigen Jubiläum würdigte Gabriel Aikins von Grammy.com rückblickend den Einfluss, den Born to Die auf die Popmusik der 2010er-Jahre hatte: „Mit der Veröffentlichung ihres Major-Label-Debüts Born to Die […] hat Lana Del Rey den Pop und die Musik als Ganzes grundlegend verändert. Mit einem orchestralen Produktionsflair und einem tiefen Sinn für Melancholie in ihren Texten legte sie nicht nur den Grundstein für ihren eigenen Erfolg, sondern auch für den Sound, der einige der größten Popstars des Jahrzehnts leiten sollte.“

## Kommerzieller Erfolg

### Chartplatzierungen
Born to Die erreichte in Deutschland die Chartspitze der Albumcharts und konnte sich eine Woche an ebendieser, 16 Wochen in den Top 10 und 130 Wochen in den Charts platzieren. In Österreich erreichte das Album ebenfalls Platz eins und konnte sich dort eine Woche halten sowie sechs Wochen in den Top 10 und 92 Wochen in den Charts. In der Schweizer Hitparade erreichte das Album auch Platz eins und konnte sich dort eine Woche platzieren, 16 Wochen in den Top 10 und 114 Wochen in den Charts. Auch im Vereinigten Königreich erreichte das Album die Chartspitze und konnte sich zwei Wochen an dieser, 15 Wochen in den Top 10 und 152 Wochen in den Charts halten. In den US-amerikanischen Billboard 200 erreichte das Album Rang zwei und konnte sich eine Woche in den Top 10 sowie über 520 Wochen in den Charts halten.
2012 platzierte sich Born to Die auf Position vier in den deutschen Album-Jahrescharts sowie auf Rang eins in den Jahrescharts der deutschen Newcomercharts. In den österreichischen Album-Jahrescharts platzierte sich das Album auf Rang sechs, auf Rang zwei in der Schweiz, Rang vier im Vereinigten Königreich und auf Rang 54 in den Vereinigten Staaten. 2013 platzierte sich das Album auf Position 77 in den deutschen Album-Jahrescharts. 2014 platzierte sich das Album auf Position 56 in den US-amerikanischen Album-Jahrescharts. 2016 platzierte sich das Album auf Position 116 in den US-amerikanischen Album-Jahrescharts sowie auf Position 143 im Jahr 2017. Nach zweijähriger Unterbrechung erreichte Born to Die mit Rang 176 erneut die US-amerikanischen Jahrescharts im Jahr 2020, ein Jahr später erreichte es Rang 151. Nach neun Jahren platzierte sich das Album zum dritten Mal in den deutschen Jahrescharts und belegte Rang 88 im Jahr 2022. Im gleichen Jahr stieg es nach zehn Jahren wieder in die britischen Jahrescharts ein, wo es Rang 70 belegte und platzierte sich zudem auf Rang 116 in den Vereinigten Staaten. Des Weiteren erreichte das Album Position eins in folgenden Ländern: Australien, Belgien (Wallonien), Frankreich, Griechenland, Irland und Norwegen.
Für Del Rey ist es der zweite Charterfolg in den US-amerikanischen Albumcharts, sowie der Erste in Deutschland, Österreich, der Schweiz und im Vereinigten Königreich. In keinem der Staaten konnte sich bislang ein Album Del Reys länger in den Charts platzieren, bis auf den Vereinigten Staaten konnte sich auch bis heute kein Album höher in den Charts platzieren.
| ChartsChartplatzierungen       | Höchstplatzierung | Wochen |
| ------------------------------ | ----------------- | ------ |
| Deutschland (GfK)              | 1 (… Wo.)         | …      |
| Österreich (Ö3)                | 1 (… Wo.)         | …      |
| Schweiz (IFPI)                 | 1 (… Wo.)         | …      |
| Vereinigte Staaten (Billboard) | 2 (… Wo.)         | …      |
| Vereinigtes Königreich (OCC)   | 1 (… Wo.)         | …      |

| ChartsJahrescharts (2012)      | Platzierung |
| ------------------------------ | ----------- |
| Deutschland (GfK)              | 4           |
| Österreich (Ö3)                | 6           |
| Schweiz (IFPI)                 | 2           |
| Vereinigte Staaten (Billboard) | 53          |
| Vereinigtes Königreich (OCC)   | 4           |

| ChartsJahrescharts (2013) | Platzierung |
| ------------------------- | ----------- |
| Deutschland (GfK)         | 77          |

| ChartsJahrescharts (2014)      | Platzierung |
| ------------------------------ | ----------- |
| Vereinigte Staaten (Billboard) | 56          |

| ChartsJahrescharts (2016)      | Platzierung |
| ------------------------------ | ----------- |
| Vereinigte Staaten (Billboard) | 116         |

| ChartsJahrescharts (2017)      | Platzierung |
| ------------------------------ | ----------- |
| Vereinigte Staaten (Billboard) | 143         |

| ChartsJahrescharts (2020)      | Platzierung |
| ------------------------------ | ----------- |
| Vereinigte Staaten (Billboard) | 176         |

| ChartsJahrescharts (2021)      | Platzierung |
| ------------------------------ | ----------- |
| Vereinigte Staaten (Billboard) | 151         |

| ChartsJahrescharts (2022)      | Platzierung |
| ------------------------------ | ----------- |
| Deutschland (GfK)              | 88          |
| Vereinigte Staaten (Billboard) | 116         |
| Vereinigtes Königreich (OCC)   | 70          |

| ChartsJahrescharts (2023)      | Platzierung |
| ------------------------------ | ----------- |
| Deutschland (GfK)              | 27          |
| Österreich (Ö3)                | 15          |
| Schweiz (IFPI)                 | 41          |
| Vereinigte Staaten (Billboard) | 48          |
| Vereinigtes Königreich (OCC)   | 28          |

| ChartsJahrescharts (2024)      | Platzierung |
| ------------------------------ | ----------- |
| Deutschland (GfK)              | 13          |
| Österreich (Ö3)                | 9           |
| Schweiz (IFPI)                 | 23          |
| Vereinigte Staaten (Billboard) | 57          |
| Vereinigtes Königreich (OCC)   | 36          |

### Auszeichnungen für Musikverkäufe
Born to Die wurde weltweit mit sieben Goldenen Schallplatten, 58 Mal mit Platin und dreimal mit Diamant ausgezeichnet. Den Quellenangaben und Schallplattenauszeichnungen zufolge verkaufte sich das Album über 9,7 Millionen Mal. In den Vereinigten Staaten haben alle Lieder aus der ursprünglichen Standardversion des Albums seit November 2021 mindestens Gold-Status erreicht, auch solche, die nicht als Single veröffentlicht wurden.
| Land/Region                  | Auszeichnungen für Musikverkäufe (Land/Region, Auszeichnung, Verkäufe) | Verkäufe    |
| ---------------------------- | ---------------------------------------------------------------------- | ----------- |
| Australien (ARIA)            | 3× Platin (Standard) · + Platin (Paradise-Edition)                     | 280.000     |
| Belgien (BRMA)               | Platin                                                                 | 30.000      |
| Brasilien (PMB)              | 4× Platin (Standard) · + Diamant (Paradise-Edition)                    | 350.000     |
| Dänemark (IFPI)              | 4× Platin                                                              | 80.000      |
| Deutschland (BVMI)           | 9× Gold                                                                | 900.000     |
| Europa (IFPI)                | 2× Platin                                                              | (2.000.000) |
| Finnland (IFPI)              | 5× Platin                                                              | 100.000     |
| Frankreich (SNEP)            | Diamant (Standard) · + Gold (Paradise-Edition)                         | 550.000     |
| Irland (IRMA)                | 2× Platin                                                              | 30.000      |
| Italien (FIMI)               | 3× Platin                                                              | 150.000     |
| Kanada (MC)                  | 5× Platin                                                              | 400.000     |
| Mexiko (AMPROFON)            | 3× Gold                                                                | 90.000      |
| Neuseeland (RMNZ)            | 6× Platin                                                              | 90.000      |
| Norwegen (IFPI)              | Gold                                                                   | 15.000      |
| Österreich (IFPI)            | 2× Platin                                                              | 40.000      |
| Polen (ZPAV)                 | Diamant                                                                | 100.000     |
| Portugal (AFP)               | 2× Platin                                                              | 30.000      |
| Russland (NFPF)              | Platin                                                                 | 10.000      |
| Schweden (IFPI)              | 2× Platin · + Gold                                                     | 100.000     |
| Schweiz (IFPI)               | 2× Platin                                                              | 60.000      |
| Singapur (RIAS)              | Gold                                                                   | 5.000       |
| Spanien (Promusicae)         | Platin                                                                 | 40.000      |
| Ungarn (MAHASZ)              | Gold                                                                   | 3.000       |
| Vereinigte Staaten (RIAA)    | 5× Platin                                                              | 5.000.000   |
| Vereinigtes Königreich (BPI) | 5× Platin                                                              | 1.500.000   |
| Insgesamt                    | 7× Gold · 61× Platin · 3× Diamant ·                                    | 9.953.000   |

Hauptartikel: Lana Del Rey/Auszeichnungen für Musikverkäufe